# Лайош Цейзлер
Лайош Цейзлер (угор. Czeizler Lajos, нар. 5 жовтня 1893, Гевеш — пом. 7 травня 1969, Будапешт) — угорський футбольний тренер.
На чолі різних команд п'ятиразовий чемпіон Швеції, чемпіон Італії і чемпіон Португалії. 

## Кар'єра тренера
Розпочав тренерську кар'єру 1923 року, очоливши тренерський штаб польського клубу ЛКС (Лодзь).
1927 року перебрався до Італії, де спочатку очолив друголіговий на той час «Удінезе», а за рік перейшов до іншого клубу того ж дивізіону, «Фаенци». Особливих успіхів з цими командами не досяг і протягом 1930—1932 років працював тренером молодіжної команди римського «Лаціо». По тому повернувся до роботи з основними складами, тренував протягом 1932—1934 років команди «Катанії» і «Казале».
З 1935 року протягом сезону знову працював у Польщі з ЛКС (Лодзь), після чого тренував у Швеції команди «Карлскога», «Галльстагамарс» та «Вестерос», 1942 року прийняв команду  «Норрчепінга», яку в першому ж сезоні привів до першої для неї перемогу у національному чемпіонаті. Протягом наступних п'яти років угорський спеціаліст довів, що його успіх був невипадковим, — за ці роки очолювана ним команда ще чотири рази перемогала у першості Швеції.
1949 року Цейзлер знову перебрався до Італії, очоливши тренерський штаб «Мілана». У новій команді він вирішив зробити ставку на відомих йому гравців і запросив до лав «россо-нері» нападників свого колишнього «Норрчепінга» Гуннара Нордаля і Нільса Лідхольма, а також їх партнера по збірній Швеції Гуннара Грена, який до того грав за «Гетеборг». Шведи сформували ударне тріо у нападі «Мілана», яке згодом стало легендарним і увійшло до історії як Гре-Но-Лі. У першому ж сезоні в Італії Нордаль став найкращим бомбардиром Серії A, проте команда Цейзлера фінішувала на другому місці турнірної таблиці. Але вже в наступному сезоні 1950/51 очолюваний угорцем «Мілан» уперше за останні 44 роки здобув «скудетто» найсильнішої футбольної команди Італії. І знову основною ударною силою в нападі міланців був Гуннар Нордаль. Після цього тріумфу друге місце в сезоні 1951/52 розглядалося керівництвом «Мілана» як однозначна невдача, після якої Цейзлера було звільнено.
Вже досить віковий на той час 58-річний угорець, утім, залишився в Італії, де до кінця 1950-х працював на позиціях технічного директора в клубах «Падова», «Сампдорія» та «Фіорентина». 1953 року його також запрошували до роботи з національною збірною Італії, діями якої він, зокрема, керував на чемпіонаті світу 1954 року, на якому італійці не змогли подолати груповий етап, поступившись у грі плей-оф за право виходу в наступний етап збірній Швейцарії.
Останнім місцем тренерської роботи був клуб «Бенфіка», головним тренером команди якого Лайош Цейзлер був протягом сезону 1963/64, в якому здобув свої останні трофеї — титули чемпіона і володаря Кубка Португалії.
Помер 7 травня 1969 року на 76-му році життя на батьківщині, в Будапешті.

## Титули і досягнення
- Чемпіон Швеції (5):

«Норрчепінг»:  1942-1943, 1944-1945, 1945-1946, 1946-1947, 1947-1948
- Чемпіон Італії (1):

«Мілан»:  1950-1951
- Володар Латинського кубка (1):

«Мілан»: 1951
- Чемпіон Португалії (1):

«Бенфіка»:  1963-1964